# Нисканен, Кертту
Кертту Нисканен (фин. Kerttu Niskanen; род. 13 июня 1988, Оулу) — финская лыжница, многократный призёр Олимпийских игр в личных гонках и эстафетах, двукратный призёр чемпионатов мира в эстафете. Двукратная чемпионка мира среди юниоров, многократная чемпионка Финляндии. 
Специализируется в гонках классическим стилем, преимущественно дистанционных. Старшая сестра трехкратного олимпийского чемпиона по лыжным гонкам Ийво Нисканена.

## Карьера
В Кубке мира Нисканен дебютировала в 2007 году, в январе 2013 года первый раз в карьере попала в тройку лучших на этапе Кубка мира, в эстафете. Лучшим достижением Нисканен в общем итоговом зачёте Кубка мира является 5-е место в сезоне 2013/14.
За свою карьеру принимала участие в пяти подряд чемпионатах мира (2011, 2013, 2015, 2017, 2019), на которых завоевала две бронзовые медали в эстафетах в 2015 и 2017 годах. В личных гонках лучший результат — 4-е место в скиатлоне и масс-старте на 30 км в 2015 году.
На Олимпийских играх 2022 года в Пекине осталась в шаге от золотой медали в классической разделке — финка уступила Терезе Йохауг всего лишь 0,4 секунды в борьбе за победу. В коньковом 30-километровом марафоне Кертту завоевала бронзовую медаль. 
Нисканен стала 2-й по итогам многодневки Тур де Ски в сезоне 2022/2023. 
Использует лыжи и ботинки производства фирмы Fischer.

## Результаты

### Олимпийские игры
| Олимпийские игры | Спринт | Командный спринт | 10 км раздельный старт | 7,5+7,5 км скиатлон | 30 км масс-старт | Эстафета |
| ---------------- | ------ | ---------------- | ---------------------- | ------------------- | ---------------- | -------- |
| 2014 Сочи        | —      | 2                | 8                      | 7                   | 4                | 2        |
| 2018 Пхёнчхан    | 23     | —                | —                      | 16                  | 6                | 4        |
| 2022 Пекин       | —      | 4                | 2                      | 4                   | 3                | 4        |

### Чемпионаты мира по лыжным видам спорта
| Чемпионат мира      | Спринт | Командный спринт | 10 км | 7,5+7,5 км | 30 км | Эстафета |
| ------------------- | ------ | ---------------- | ----- | ---------- | ----- | -------- |
| 2011 Осло           | —      | —                | 8     | —          | —     | —        |
| 2013 Валь-ди-Фьемме | 9      | —                | —     | 12         | 7     | 5        |
| 2015 Фалун          | 7      | —                | 8     | 4          | 4     | 3        |
| 2017 Лахти          | —      | 5                | 6     | —          | DNF   | 3        |
| 2019 Зефельд        | —      | —                | 22    | —          | —     | —        |